# Hiroshi Kanosue
Hiroshi Kanosue (japanisch 彼末 宏, Kanosue Hiroshi; geboren 31. August 1927 in Tokio; gestorben 27. Oktober 1991) war ein japanischer Maler im Yōga-Stil.

## Leben und Wirken
Hiroshi Kanosue begann 1955 eine Ausbildung an der Japanischen Armeeakademie, änderte jedoch seine Bestrebungen und begann im folgenden Jahr ein Studium an der „Tōkyō bijutsu gakkō“ (東京美術学校), einer der Vorläufereinrichtungen der heutigen Universität der Künste Tokio, und zwar unter Umehara Ryūzaburō. Als Umehara im selben Jahr in den Ruhestand ging, setzte er sein Studium unter Kubo Mamoru fort. 1952 schloss er das Studium als Bester seines Jahrgangs ab. 1954 wurde er Assistent in der Abteilung für Ölmalerei seiner Alma Mater. 1956 konnte er zum ersten Mal ein Bild – es hatte den Titel „Mori“ (森) – „Wald“ – auf der 30. „Kokugakai“ (国画会展) ausstellen. 1958 wurde sein Bild „CIRQUE“ in derselben Ausstellungsreihe ausgezeichnet, 1959 wurde er als „Freund der Gesellschaft“ aufgenommen.
Im selben Jahr konnte Kanosue mit finanzieller Unterstützung des „Forschungsinstituts für Westeuropäische Wissenschaft und Künste“ (西欧学芸研究所, Sei-Ō gakugei kenkyūjo) Europa besuchen. Sein Bild „Shiro-ato“ (城跡) – „Burgruine“, das er 1960 auf der 34. Ausstellung zeigte, wurde mit dem „Preis für Freunde der Kokugakai“ (国画会会友賞, Kokugakukai kaiyū-shō) ausgezeichnet, und er wurde als Vollmitglied aufgenommen. 1962 stellte er auf der „Kokusai gushō-ha bijutsuten“ (国際具象派美術展) – „Internationale Ausstellung für gegenständliche Kunst“, veranstaltet von der Zeitung Asahi Shimbun, 1965 auf der Ausstellung „Gushō kaiga aratanaru tenkai“ (具象絵画の新たなる展開) – „Neue Entwicklungen gegenständlicher Bildkunst“ des Nationalmuseums für moderne Kunst Tokio aus.
1969 wurde Kanosue Assistenzprofessor, 1980 Professor an seiner Alma Mater. 1988 wurde er nach langem Wirken als Meiyo Kyōju verabschiedet. 1974 hatte er den „Ōhashi-Preis“ erhalten.
Zu den weiteren Ausstellungen in seinen aktiven Jahren gehören die Einzelausstellungen 1963 in der Saegusa-Galerie (サヱグサ画廊), 1978 und 1982 im Kaufhaus Takashimaya, 1985 im „Yurakuchō Art-Forum“ (有楽町アートフォーラム). 1991 fand eine Gedächtnisausstellung im Kunstarchiv der Universität der Künste (東京芸術大学資料館, Tōkyō geijutsu daigaku shiryōkan) statt.
Von Beginn an verzichtete Kanosue in seinen Bildern auf eine wirklichkeitsgetreue Darstellung, blieb aber im poetisch formulierten konkreten Bereich. Gegenüber der abstrakten, bzw. informellen Malerei, die nach dem Zweiten Weltkrieg auch in Japan die Malerei prägte, setzte er seinen Stil, geprägt durch farbliche Harmonie, dagegen. Im Juni 1972 trat er aus der Kokugakukai aus und setzte seine Arbeit ohne Bindung an eine Künstlergruppe fort.
Weitere Bilder Konosues sind u. a. „Rote Fabrik“ (赤い工場) 1950, „Vater, Mutter, Kind“ (父母子) und „Das Haus verschiedener Götter“ (神々の家).